# 거창 삼우당
거창 삼우당(居昌 三友堂)은 대한민국 경상남도 거창군 남하면 대야리에 있는, 조선 중기 학자였던 동래 정씨 3형제 정사수(1601∼1647)·정시웅·정시승의 학덕을 기리는 건물이다.
1985년 11월 14일 경상남도의 문화재자료 제155호 삼우당으로 지정되었다가, 2018년 12월 20일 현재의 명칭으로 변경되었다.

## 개요
조선 중기 학자였던 동래 정씨 3형제 정사수(1601∼1647)·정시웅·정시승의 학덕을 기리는 건물이다.
삼우당은 앞면 4칸·옆면 2칸 규모이며, 지붕은 옆면에서 볼 때 여덟 팔(八)자 모양을 한 팔작지붕이다. 앞쪽에는 2층 누각인 화수정이 있다.
지금 있는 건물은 합천댐 건설로 수몰 예정 지역에 있던 것을 1987년 옮겨 지은 것이다.

## 참고 문헌
- 거창 삼우당 - 국가유산청 국가유산포털